# Galeana (bướm đêm)
Galeana  là một chi bướm đêm thuộc họ Noctuidae.

## Các loài
- Galeana basilinea
- Galeana midas